# Outes
Outes es un municipio español perteneciente a la comarca de Noya, Galicia. El municipio está situado en el suroeste de la provincia de La Coruña, y ocupa más de la mitad de la parte septentrional de la ría de Muros y Noya, formada por el río Tambre, el más importante del municipio. Las fronteras de Outes están determinadas por la desembocadura del río Tambre y Noya al sur, Muros al oeste, Mazaricos al norte y Negreira al este. Tiene una superficie de 99,74 km².
Según el INE, en 2020 su población era de 6.155 habitantes.
El municipio agrupa, según el INE, 153 localidades distribuidas en 10 parroquias. A Serra de Outes es su capital y localidad más poblada.

## Geografía

### Geología
En el municipio predomina la roca de tipo granítico coexistiendo con pizarras y amplias zonas de llanuras aluviales en la rivera de los ríos Tines y Donas. No es así en el entorno del Tambre que desemboca entre grandes formaciones rocosas. Esta situación determina para los dos ríos anteriores la aparición de zonas con posible riesgo de inundación en periodos de fuertes lluvias.

### Relieve

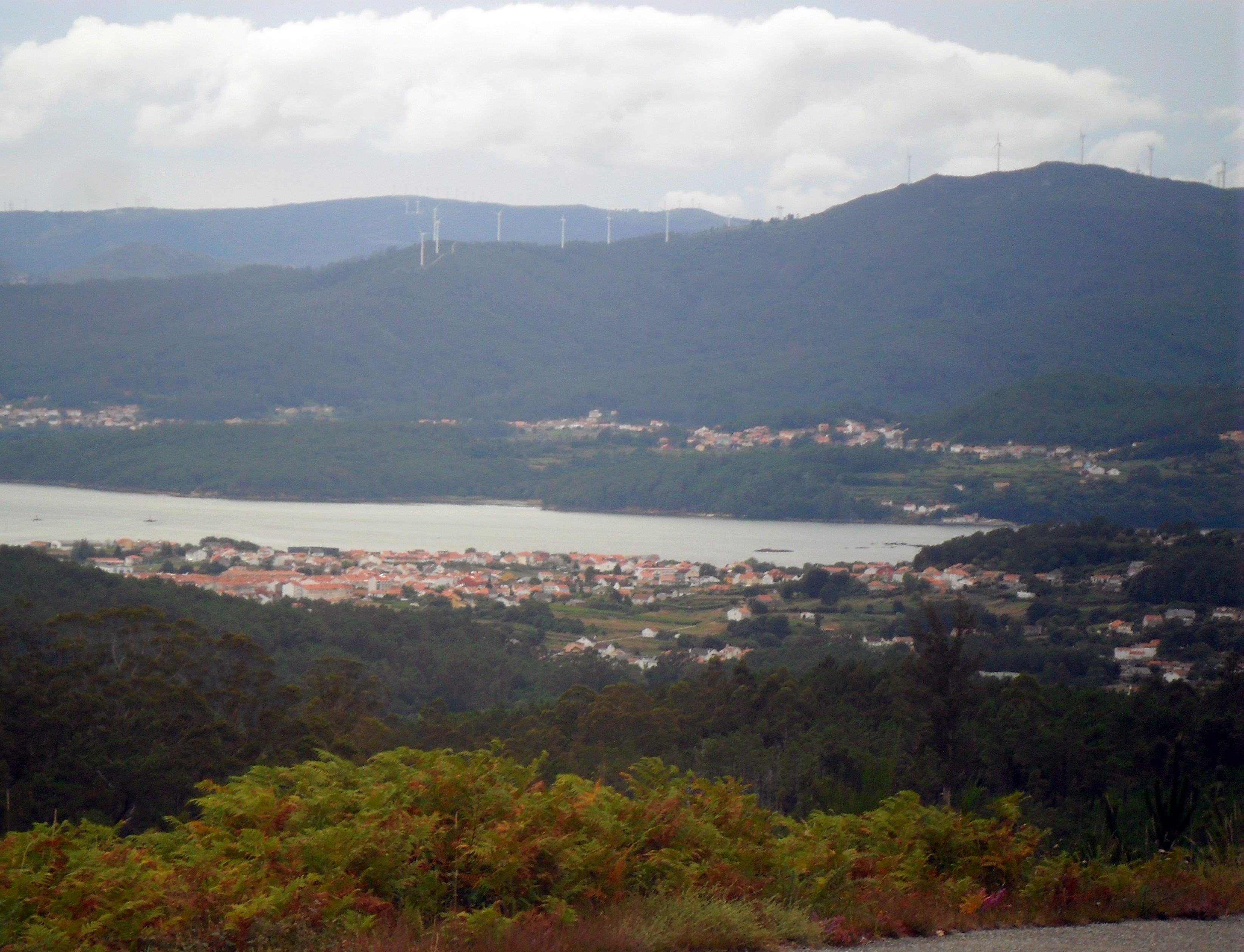
Monte Tremuzo, con el parque eólico de Pedregal, desde el otro lado de la Ría de Muros y Noya.

El territorio municipal tiene una elevada altitud media, presentando grandes contrastes desde el litoral hasta la meseta del río Jallas, pasando bruscamente y en rápido ascenso, desde la suavidad de la costa hasta a los montes situados en la parte norte del término municipal, los cuales llegan a alcanzar una altura en torno a los 500 metros. A lo largo del municipio se abren valles en dirección norte sur. 
El punto más alto del municipio es el Tremuzo, tan solo a tres kilómetros de la ría, desde donde podemos contemplar la mayor parte del municipio. Otros puntos de considerable elevación son el alto da Vaqueira, alto da Raña o el Castelo Grande.
Debido a las peculiaridades del relieve, también se aprecian dos maneras de ocupar el territorio con las edificaciones. Mientras que en la zona norte-noroeste, la vinculada la meseta del Jallas, predomina la aldea cerrada y compacta, dominando una amplia zona de cultivos vinculados a la actividad ganadera, en el resto del municipio predomina el asentamiento disperso, en el que a partir de un núcleo originario se fueron creando una serie de asentamientos dispersos, que aprovechan la escasa topografía favorable combinándose con las fértiles tierras de cultivo del fondo de los valles. 

### Hidrografía
Los ríos más importantes del municipio son el Tines, el Donas, el Bendimón y el Tambre, que discurren por el fondo de los valles del municipio.
- El río Tambre tiene su tramo final en este municipio, haciendo de frontera entre este y el municipio de Noya. La desembocadura de este río también se encuentra entre los municipios de Noya y Outes formando un estuario que destaca por su belleza natural y está catalogado como lugar de interés comunitario cuya conservación es prioritaria para la Unión Europea. El río depositó tantos aluviones en los fondos de la ría, que ésta se convirtió en un inmenso lodazal de gran riqueza ecológica y marisquera. En su tramo final, el río baja encajado por un cañón granítico. En la margen izquierda del cañón sobrevive el último resto de un bosque atlántico; la devesa de Nimo, los laureles se mezclan con los carballos, los alisos y los sauces. En el tramo final se encuentra además una construcción medieval, la Ponte Nafonso, que atraviesa el cauce del río y que une Noya a Outes.

- El río Bendimón nace cerca de las aldeas de Miras y Lucil y discurre por el oeste del municipio de norte a sur atravesando las parroquias de Outes y Róo, y en su tramo final hace de frontera entre esta última parroquia y la de San Cosme de Outeiro.

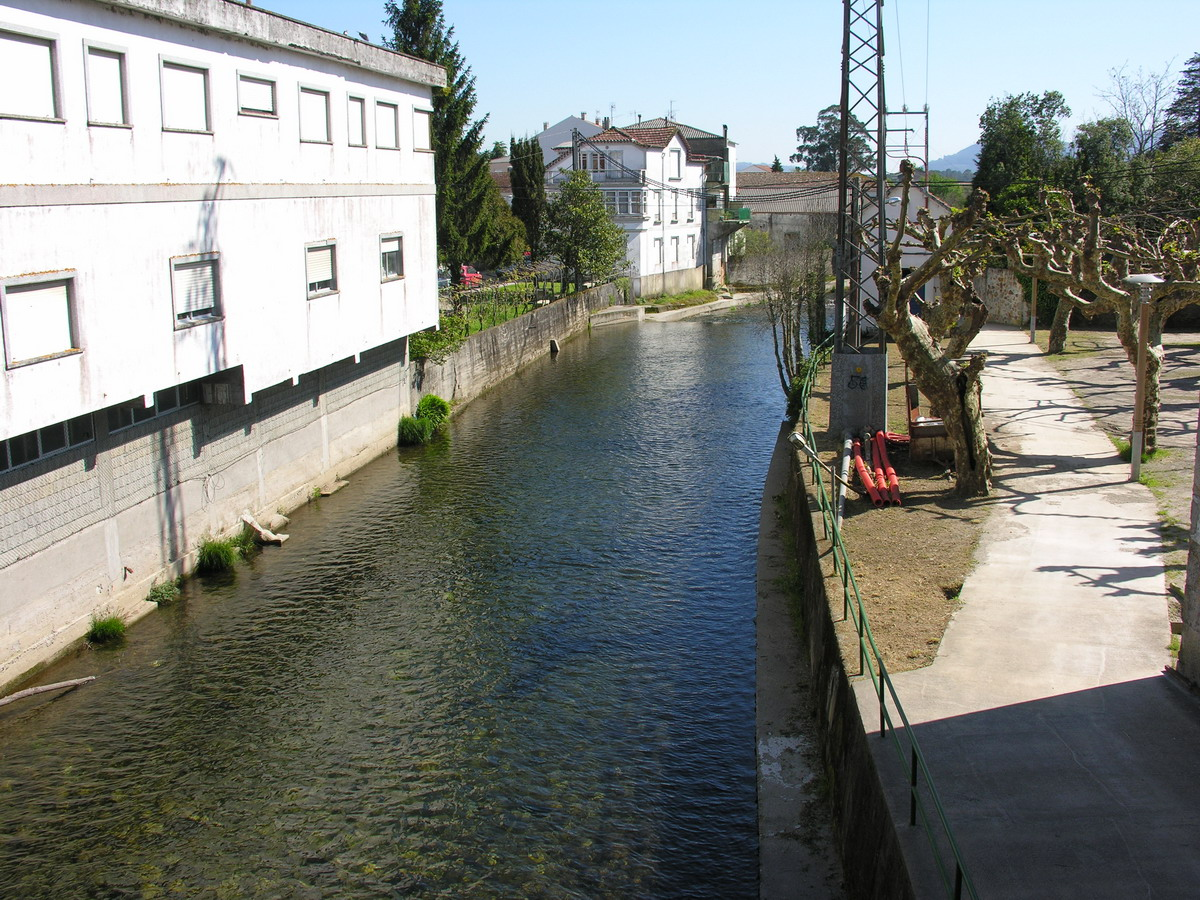
Río Tines a su paso por A Serra.

- El río Donas nace en el sur del municipio de Mazaricos y atraviesa la parte oriental del municipio de Outes de norte a sur desembocando en la parte final del río Tambre, cerca de la aldea de Ponte Nafonso, luego de recibir las aguas de diversos riachuelos. Discurre por las parroquias de Cando y San Orente de Tarás. Un pequeño tramo de este río así como uno de sus afluentes hacen de frontera entre las parroquias mencionadas anteriormente.

- El río Tines nace con la unión de varios ríos más pequeños cerca de la frontera del municipio de Outes con el de Mazaricos. Discurre de norte a sur por el centro del municipio llevando sus aguas a la ensenada do engano en la Ría de Muros y Noya formando un estuario. Hace de frontera entre las parroquias de Outes y San Orente de Taras y en su tramo final atraviesa la capital municipal, La Sierra de Outes.

Otros pequeños riachuelos o pequeños ríos discurren por el municipio y acaban llevando sus aguas a la ría o a otros ríos más grandes como los mencionados anteriormente, como el río Laxoso que desemboca en río Tambre. El río Uhia nace en el municipio y desemboca en Muros en la parroquia de Esteiro. En el norte del municipio nacen una serie de pequeños riachuelos que llevan sus aguas hasta el río Jallas.

### Clima
Outes cuenta con un clima oceánico húmedo debido a la proximidad del océano Atlántico. Las precipitaciones oscilan entre los 1000 mm de la ribera y los 2000 mm en las zonas altas del municipio. Son más abundantes durante los meses de noviembre a marzo, pero en el verano suben las temperaturas y las lluvias son escasas debido a la presencia casi constante del anticiclón de las Azores. 
Las oscilaciones térmicas son más acentuadas en las zonas altas que al lado del mar, con una oscilación de tan solo 7 °C y una temperatura media de 13 °C.

### Vegetación
Las principales explotaciones agrícolas están repartidas uniformemente por todo el municipio, siendo fundamentalmente los destinados a la ganadería los que más abundan en la zona interior del municipio y los de huerta para consumo humano se sitúan principal de forma uniforme por la zona litoral. 
En cuanto a los bosques, predomina el pino y últimamente empieza a predominar una especie foránea, el eucalipto. Las especies autóctonas de Galicia, las propias de bosque atlántico, ya no son predominantes en el paisaje aunque en la ribera del río Tambre existe un trozo de bosque atlántico, en la devesa de Nimo.

### Playas

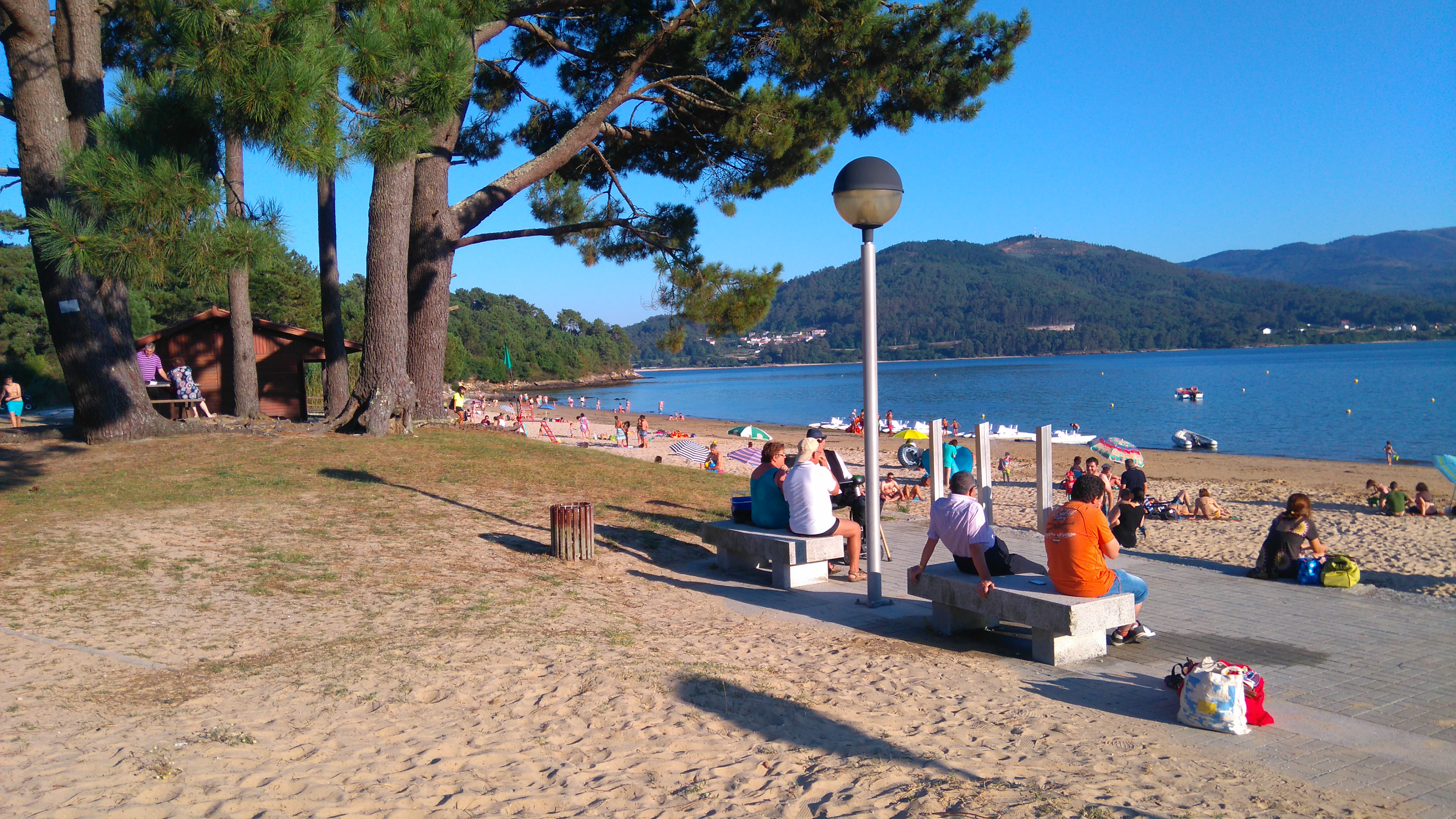
Playa de Broña, Outes.

La playa de Broña es la más grande del municipio y también de las más frecuentadas de la comarca por conjugar excelentes accesos con amplios espacios de estacionamiento, zonas verdes, restaurantes, hostales y un paseo de 1 km de largo que discurre a lo largo de la playa y por el monte anexo. Destaca igualmente por su seguridad ya que es una playa de augas tranquilas, con poca profundidad y carente de corrientes. Así mismo cuenta con puesto de vigilancia y socorro. Tiene 500 metros de largo y forma de ensenada, con base de arena blanca y está resguardada de los vientos del norte. Está situada en la parroquia de Outeiro y cuenta con duchas y pasarela de acceso.
Además de Broña existen en el municipio otras playas más pequeñas como la playa de Arnela o la playa de Siavo situada al lado del paseo que va recorriendo la costa desde O Freixo hasta prácticamente la playa de Broña. Tiene 250 metros de largo y es una playa resguardada y tranquila.

## Historia
El territorio de Outes fue habitado desde tiempos muy remotos. Los castros, megalitos y petroglifos que se encuentran en este municipio demuestran la presencia de hombres y mujeres ya en la Prehistoria. En el municipio están catalogados los restos de siguientes castros: El de San Orente, Fiz, Brión, Cabanamoura, Goiradas, Gosende, Cando, Carleo, Valladares, Outes, Mirás, Freixo y San Cosme.
También en el municipio podemos encontrar las mámoas (Un tipo de túmulo) de Entines, Outes, Valladares, Entines, Cando y Sabardes. En el ayuntamiento de Outes destacan los petroglifos de Fontemoreira, un amplio conjunto de grabados en piedra en su mayoría de tipo circular y cazoletas distribuidas en tres piedras.
Los romanos llegaron a Outes en el siglo I a. C. y crearon una red de calzadas que unían todas las ciudades del imperio entre sí. Por el territorio de Outes pasaba la calzada llamada “ per loca marítima” que contorneaba toda la costa de la Gallaecia.
En la Edad Media (en el siglo V) llegaron los germanos, creando la actual división parroquial del municipio. Durante esta época la zona sufrió el ataque de los Vikingos y los Bretones que se dedicaban a saquear la zona.
Durante la Edad Media se produjo la conquista musulmana de la península. Estos apenas llegaron a instalarse aquí, lo más destacable eran los piratas musulmanes que en 1115 se establecieron en la isla de A Creba y el monte Louro para saquear la zona, hasta que fueron expulsados tras 6 meses cuando el arzobispo Diego Gelmírez ordenó construir una escuadra.
También en la Edad Media, como símbolo de la resistencia contra el islam, nació el culto al Apóstol que comenzó a adquirir gran esplendor y dio lugar a una red de caminos que llevaban a los peregrinos a Compostela. Uno de estos caminos venía desde Finisterre por la montaña, bajaba por S. Lourenzo y pasaba por la Serra hacia Ponte Nafonso, un puente sobre el río Tambre para unir este municipio y el de Noya.
La parroquia de Outes fue la única que estuvo dominada por el Marqués de A Serra, mientras el resto pertenecía a la jurisdicción de Muros, administrada por el arzobispado de Santiago. Los Mariño de Lobeira tuvieron mucha influencia en esta zona e incluso construyeron aquí una fortaleza que, debido a la ruina familiar y a que acabó perdiendo su carácter defensivo se convertiría en pazo. Destacan en arquitectura civil el pazo de los marqueses da Serra, en cuya fachada se distinguen, además de las ondas de los Mariño, los emblemas de Soutomayor, Lobeira y Zúñiga. 
El 9 de octubre de 1812 nace en la aldea de Boel el poeta precursor del Rexurdimento Francisco Añón Paz.
El 29 de abril de 1916, nace en Manuel Otero Martínez en A Serra de Outes, el único español fallecido en el desembarco de Normandía.
El 18 de enero de 1994 se produce en el municipio el suceso conocido como suceso de Cando o Bólido de Cando, una explosión cerca de la aldea de Cando de Arriba, aún hoy sin una explicación científica clara, que dejó un gran cráter de 25 metros de diámetro y 1,5 de profundidad. Pinos de más de 20 metros de altura habían sido desplazados a unos 60 metros de distancia, sugiriendo un gran impacto. El incidente pudo haber sido ocasionado por una burbuja de gas subterráneo que emergió hasta la superficie o por el impacto de un cuerpo Celeste, aunque ninguna de estas explicaciones se ha podido demostrar.
El Archivo Municipal de Outes se encuentra descrito y organizado desde finales del año 2016, contando con más de 3.000 cajas de documentación, siendo la más antigua de 1839.

## Geografía humana

### Demografía
Cuenta con una población de 6049 habitantes (INE 2024).
| Gráfica de evolución demográfica de Outes entre 1842 y 2021                                                           |
| |
| Población de derecho según los censos de población del INE. Población de hecho según los censos de población del INE. |

## Política

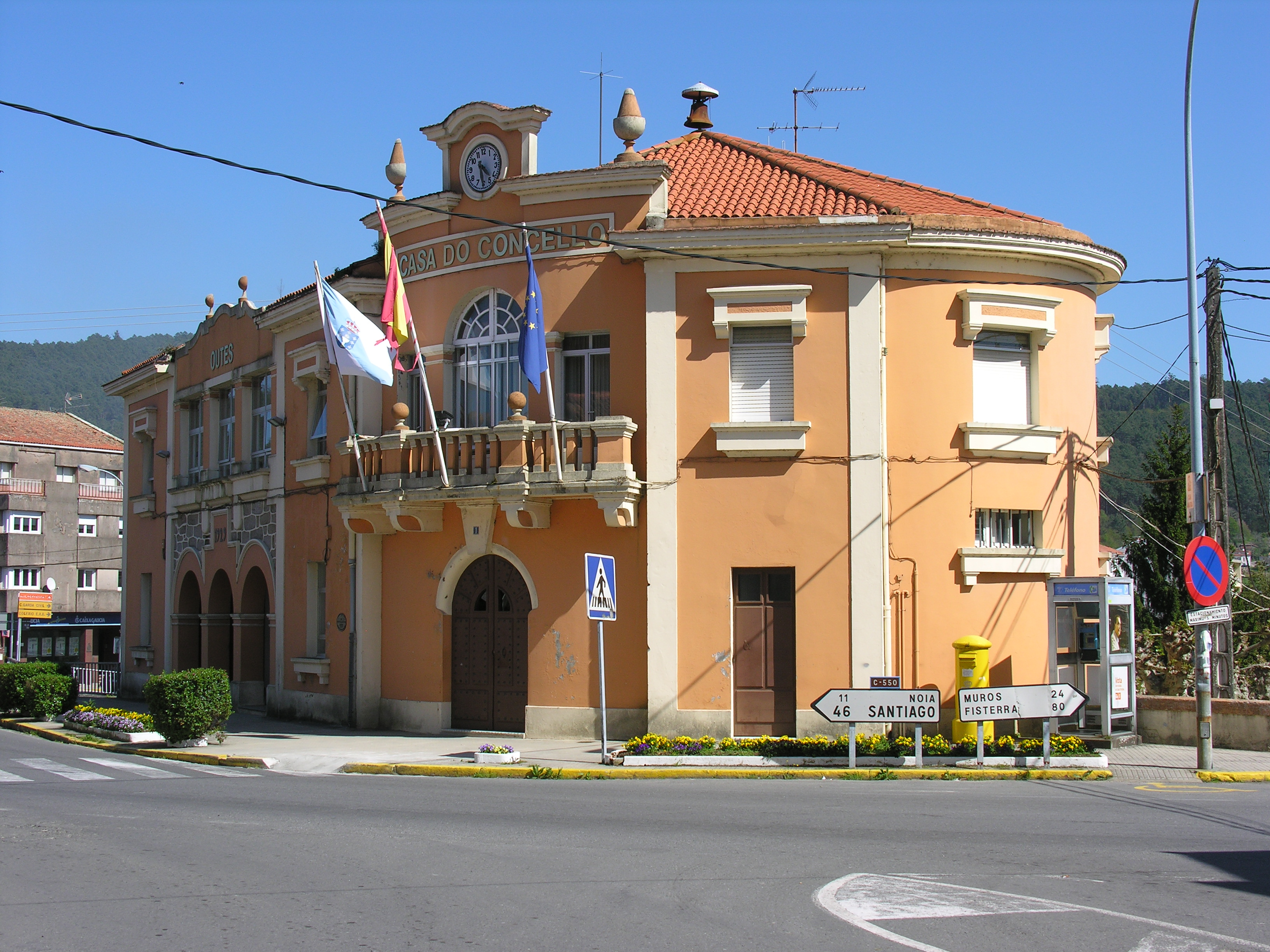
Ayuntamiento de Outes.

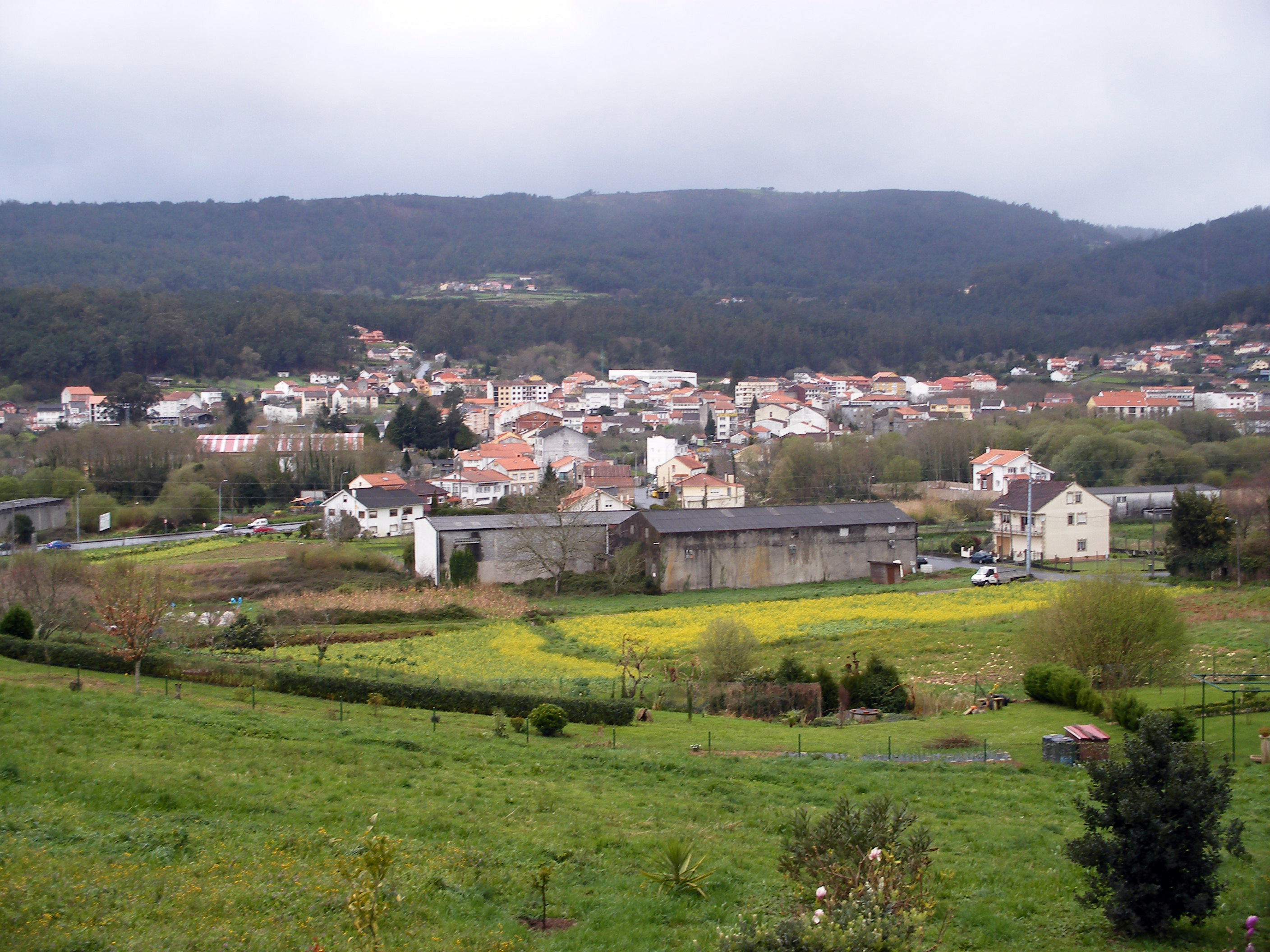
A Serra de Outes.

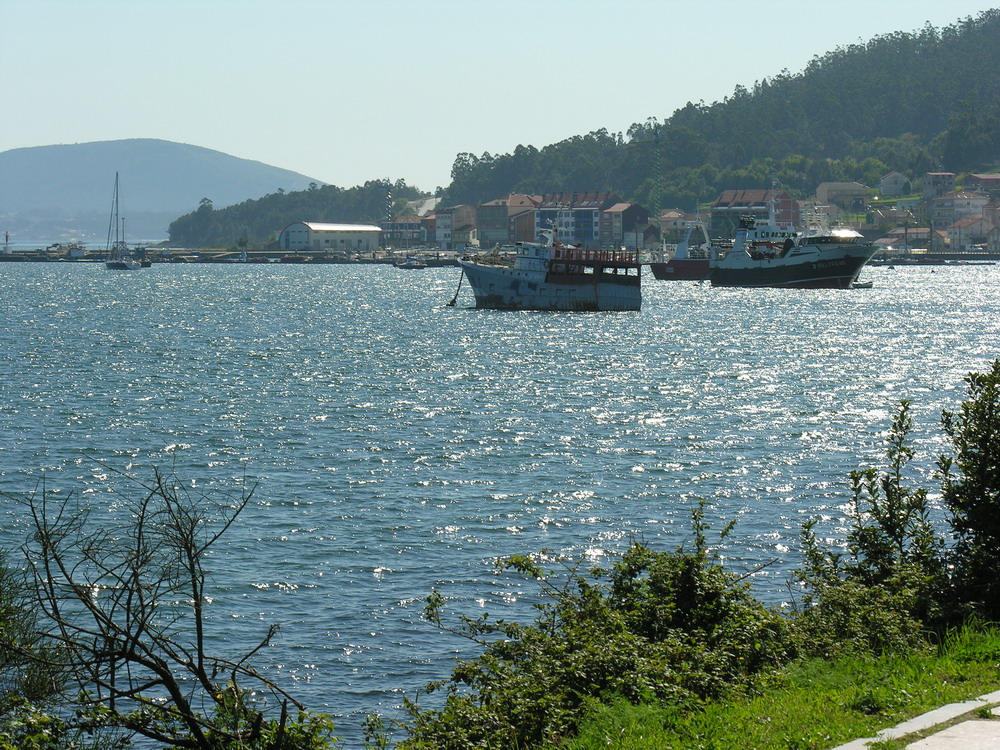
Ribeira do Freixo.

En 1973 fue nombrado alcalde de Outes por la dictadura franquista el maestro Gonzalo Pérez Villaverde. En 1979, durante las primeras elecciones municipales democráticas el mismo encabezó las listas de UCD, obtuvo once escaños y mantuvo el puesto de alcalde, en 1983 volvió a ser elegido alcalde, esta vez por Coalición Popular y obtuvo 13 escaños. En 1987 ganó de nuevo con doce escaños y 1991 se presentó de nuevo por el PP y ganó 9 escaños. 
Desde 1995 hasta 2016 el alcalde de Outes fue Carlos López Crespo del PP; cuando López Crespo renunció, fue sucedido por Beatriz Molinos Vidal. En las elecciones municipales de 2019, Manuel González López, de Compromiso Outes, obtiene la alcaldía al encabezar la lista más votada. En las elecciones del año 2023, el Partido Popular obtiene 6 ediles, por 4 de Comprmiso Outes, 2 del BNG y 1 del PSdG-PSOE, Esto permite que Manuel González repita como alcalde, al alcanzar un acuerdo de gobierno las tres fuerzas progresistas, Compromiso Outes, BNG y PSOE. En febrero de 2025 el único concejal socialista abandona el gobierno para posteriormente, y en contra del criterio del partido con el que se había presentado a las elecciones, firmar una moción de censura con los ediles del Partido Popular que otorgará el bastón de mando al Popular Francisco Calo 
| Elecciones municipales, 25 de mayo de 2003 |       |         |            |
| Partido                                    | Votos | %       | Concejales |
| PP                                         | 3.424 | 66,72 % | 9          |
| PSOE                                       | 882   | 17,19 % | 2          |
| BNG                                        | 706   | 13,76 % | 2          |

- Alcalde electo: Carlos López Crespo (PP).
- Censo: 8.763
- Votantes: 5.012
- Abstención: 40,32%

| Elecciones municipales, 27 de mayo de 2007 |       |         |            |
| Partido                                    | Votos | %       | Concejales |
| PP                                         | 3.169 | 63,20 % | 9          |
| PSOE                                       | 861   | 17,20 % | 2          |
| BNG                                        | 842   | 16,82 % | 2          |

- Alcalde electo: Carlos López Crespo (PP).
- Censo: 8.505
- Votantes: 5.007
- Abstención: 41,13%

| Elecciones municipales, 22 de mayo de 2011 |       |         |            |
| Partido                                    | Votos | %       | Concejales |
| PP                                         | 2.890 | 65,25 % | 9          |
| BNG                                        | 907   | 20,48 % | 2          |
| PSOE                                       | 521   | 11,76 % | 1          |

- Alcalde electo: Carlos López Crespo (PP).
- Censo: 6.329
- Votantes: 4.429
- Abstención: 30,02 %

| Elecciones municipales, 24 de mayo de 2015 |       |         |            |
| Partido                                    | Votos | %       | Concejales |
| PP                                         | 2002  | 51,44 % | 8          |
| CxG                                        | 1.205 | 30,96 % | 2          |
| PSOE                                       | 438   | 11,25 % | 1          |
| BNG                                        | 191   | 4,91 %  | 0          |

- Alcalde electo: Carlos López Crespo (PP).
- Censo: 5.993
- Votantes: 3.945
- Abstención: 34,17 %

| Elecciones municipales, 26 de mayo de 2019 |       |         |            |
| Partido                                    | Votos | %       | Concejales |
| CO                                         | 1.489 | 37,80 % | 5          |
| PP                                         | 1.377 | 34,96 % | 5          |
| BNG                                        | 664   | 16,86 % | 2          |
| PSOE                                       | 409   | 10,38 % | 1          |

- Alcalde electo: Manuel González López (CO).
- Censo: 5.651
- Votantes: 3.984
- Abstención: 29,50 %

## Economía
En la economía de Outes tiene gran importancia la pesca, el marisqueo y la industria, además de la agricultura y la ganadería. El sector pesquero se concentra mayoritariamente en el puerto de O Freixo. En la producción industrial destacan cuatro sectores: aserraderos, astilleros, hormigones y construcción. Durante siglos, las actividades agropecuarias ocuparon la mayor parte de la población activa, en lo relacionado con la ganadería, actualmente hay varias explotaciones de conejos y ovejas, siendo más importantes las explotaciones de vacuno, dedicadas a la producción de leche y carne.

## Parroquias
Parroquias que forman parte del municipio:
- Cando (San Tirso)
- Entines (San Orente)[19]
- Matasueiro (San Lourenzo)
- Outeiro (San Cosme)
- Outes (San Pedro)
- Róo[19]
- Sabardes (San Xoán)
- Santa María de Entines (Santa María)[19]
- Tarás (San Xián)
- Valladares[19]

## Localidades

Mapa de la comarca de Noya, Outes en naranja.

El municipio tiene 7192 habitantes repartidos en 153 núcleos de población (INE 2012). El núcleo más poblado es A Serra de Outes, con 1146 habitantes en 2012. La mayoría de las poblaciones no rebasa el centenar de habitantes y una media docena no cuenta con pobladores.

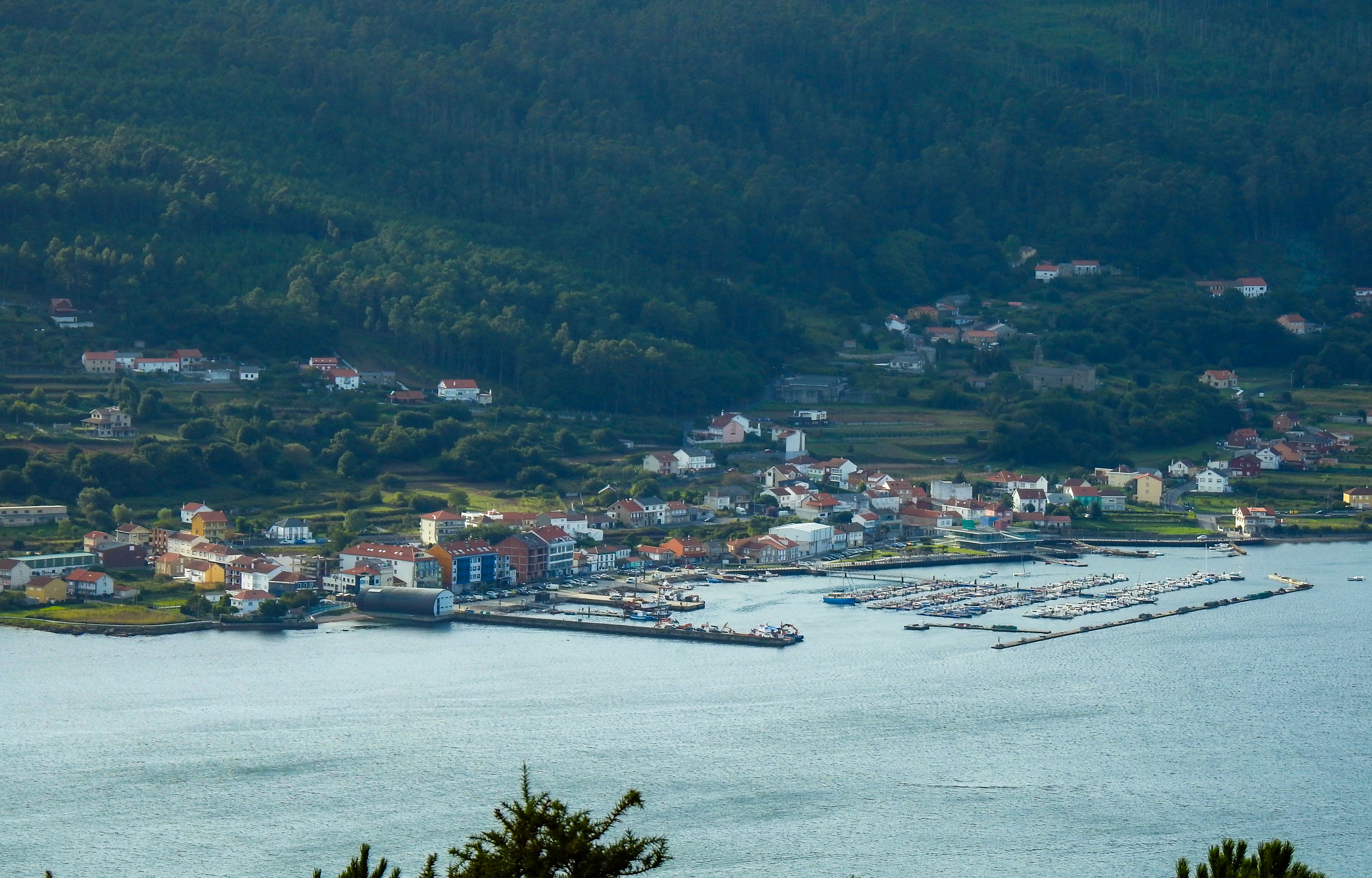
Ribeira do Freixo

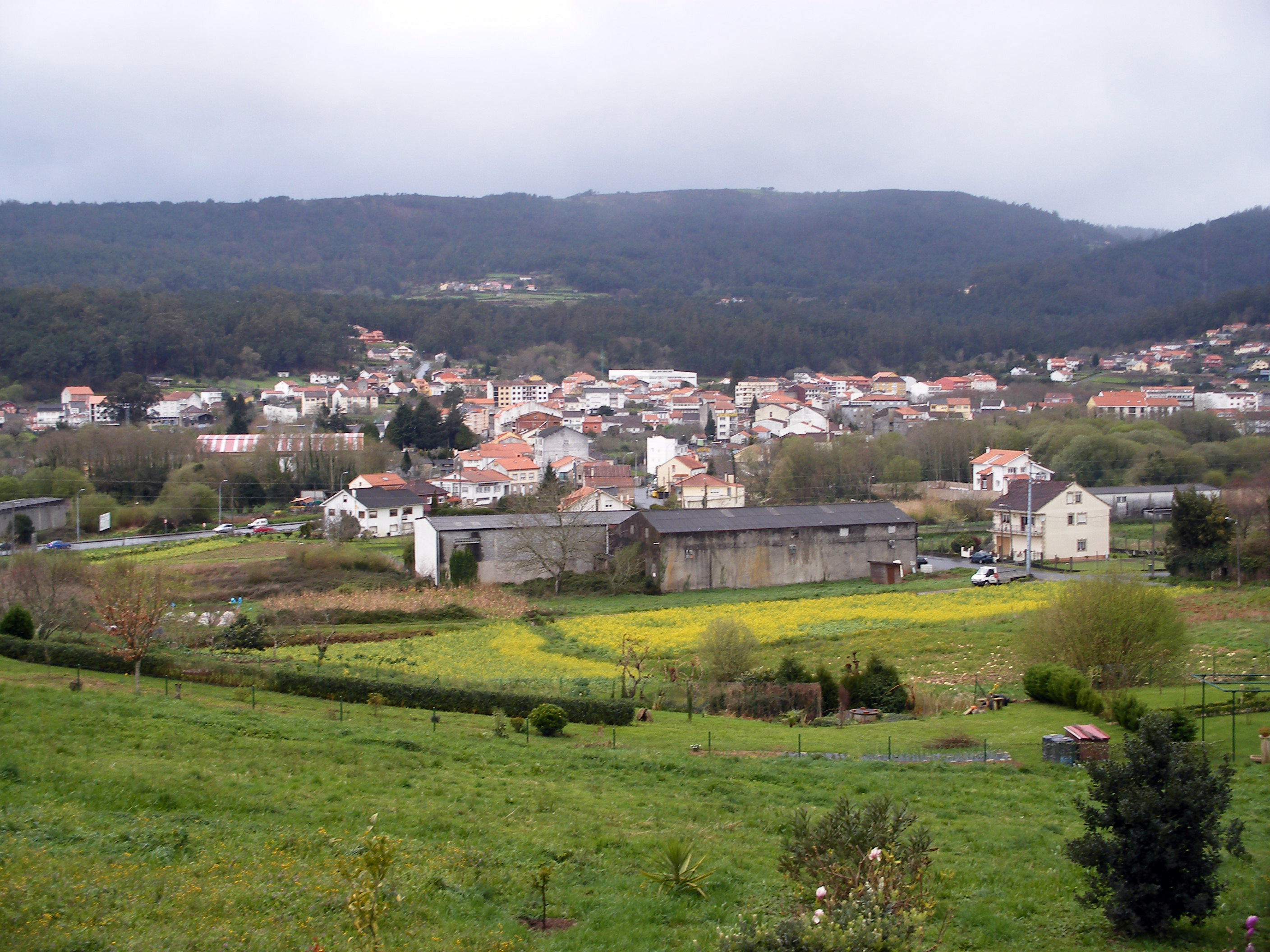
A Serra de Outes, Outes

Los principales núcleos del municipio son la capital, A Serra de Outes, que es el centro de la vida municipal, y una serie de subcentros que albergan actividades económicas relacionadas con el sector servicios y la industria. Estos subcentros son Ribeira do Freixo, Cruceiro de Roo y Ponte Nafonso. Estas cuatro localidades constituyen la zona urbana del municipio.
La mayor parte de los asentamientos, incluidos los 4 núcleos más importantes, se sitúan en la zona más baja del municipio, por debajo de los 100 metros. En concreto 80 núcleos de un total de 153 se sitúan por debajo de esta altitud. La mayor parte de los asentamientos de la zona costera se sitúan a lo largo de la AC-550, que atraviesa el municipio desde A Serra de Outes hasta O Freixo y continúa por el municipio de Muros a lo largo de la Ría de Muros y Noia. Clasificando los núcleos en función de la topografía podemos agruparlos en una sección Norte-Sur. En la zona norte encontramos las tierras más altas y en el sur encontramos las zonas más bajas, cercanas al mar.
En la zona alta podemos distinguir dos zonas, una hacia el noroeste en la parroquia de Valladares y pegada a término municipal de Mazaricos y que es más llana por pertenecer a la llanura del Xallas. En la zona, afectada por la concentración parcelaria, encontramos núcleos más compactos y cerrados, poco poblados y aislados entre grandes prados dedicados a pastos y una zona forestal densa, poblada principalmente por pino y exenta de poblaciones. Los núcleos de esta zona apenas se han expandido en los últimos años.
La otra zona la encontramos en el noreste y la zona de descenso de la meseta del Jallas hacia el mar, en la zona intermedia del municipio. Los núcleos de población en esta zona los encontramos en las diversas laderas formadas por valles orientados hacia el sur. El tipo de asentamiento correspondiente a estos valles es de poblamiento de aldea cerrada, pequeño, poco poblado y que conservan su extensión tradicional. Se sitúan en las zonas de contacto entre el bosque denso y los valles agrícolas. Algunos de los asentamientos de esta zona, próximos y bien conectados a núcleos importantes, empiezan a expandirse y a formar un poblamiento más disperso (Diseminado) alrededor del núcleo tradicional, como es el caso de las aldeas de la parroquia de San Orente más próximas a la vía CP-5604. Pertenecen a esta zona los núcleos de la parroquia de Matasueiro, la mayor parte de San Orente de Entines y de San Pedro de Outes, los núcleos situados más al norte en la parroquia de Sabardes, lejos de la costa (Cernadas, Magor, Lestelle, A Penseira, O Catadoiro y Arestiño) y los núcleos del norte de la parroquia de Cando, más alejados de Ponte Nafonso (Gallardo, Cuns e Insua). 
En la zona más baja se encuentran las localidades principales, muchas de ellas vinculadas a la vía AC-550. Esta vertebra toda la parte baja del municipio de este a oeste, sirviendo de asentamiento para el desarrollo y expansión de varios núcleos y atravesando las localidades más importantes. En todas estas localidades se distinguen dos partes: un núcleo originario más compacto donde encontramos todas las viviendas de carácter tradicional, y otra de reciente creación y consolidada través de la AC-550 aumentando el tamaño del núcleo de población originario. Algunas de estas localidades tienen una zona diseminada o dispersa alrededor que podría acabar consolidándose y formar parte del núcleo de la localidad. Debido a la expansión de estos núcleos en los últimos años, encontramos que muchas de estas aldeas limitan unas con otras y ya no pueden expandirse más. En muchos casos enlazan unas con otras creando continuidad y compartiendo estructura. En algunos casos estos asentamientos crean un núcleo más complejo sin dejar de ser asentamientos diferentes.

### Entidades de Población
| #  | Parroquia             | Entidades de población (Localidades) | Superficie (km²) | Población (2018) (hab) |
| -- | --------------------- | --- | ---------------- | ---------------------- |
| 1  | -                     | Serra de Outes | -                | 1119                   |
| 2  | Cando                 | Cando de Abaixo • Cando de Arriba • Carballido • A Corga • Cuns • Filgueiro • Gallardo • Insua • Loureiro • Ponte Nafonso • Pumar • A Toxeira • O Vilar • Vilardigo • Cancelo • Bocadroña • San Tirso | 10,85            | 709                    |
| 3  | San Orente de Entines | O Baleixo • Banzas • Brenzo • Buiste • Cabanamoura • Os Casais • A Costiña • O Cotro • Os Cruceiro • O Curro • Diz • Esfarrapa • Formigueiro de Abaixo • Galteiros • Gende • Labacolla • Lugar de Arriba • Mosteiro • Mourelos • Os Muíños • Oroña • Ousende • Piñeiro • A Poza • Quintela • Sacido • Sarnón • A Serea • O Valado • O Vilar • O Areal • Canizos • O Canle • A Cepa • A Vousacova • O Formigueiro de Arriba | 21,97            | 646                    |
| 4  | Matasueiro            | O Barco • O Bargo • A Carreira • A Famelga • Lourido • Mastontán • A Torre • Rodeiro | 5,12             | 109                    |
| 5  | San Cosme de Outeiro  | Albeida • A Barquiño • O Barreiro • Gulfián • Lagoa • Rates • Serantes • Tavilo • Tornil • Vara • Broña • As Camposas • As Canteiriñas | 5,24             | 686                    |
| 6  | Outes                 | Berres • Boel • Cambiro de Abaixo • Cambieor de Arriba • A Carballa • Carleo de Abaixo • Carleo de Arriba • O Castelo • O Couto • Cures • Lantarou • Lucil • Mirás • Moledo • Outes • Sande de Abaixo • Sande de Arriba • Vilar de Outes • Vista Alegre • Río de Outes • A Xurisdicción* | 16,56            | 709                    |
| 7  | Róo                   | Áspera • Bendimón • Brión de Abaixo • Brión de Arriba • O Cruceiro de Roo • Outón • Roo de Abaixo • Roo de Arriba • Viro • A Central • A Xurisdicción* | 5,76             | 682                    |
| 8  | Sabardes              | Anseres • Arestiño • Braño • O catadoiro • Catasueiro • Cernadas • A Corga • Figueroa • Lestelle • Magor • Mosteiro • A Penseira • O Piñeiro • Ribeira do Freixo • Siavo • Vilariño • Cerzón • A Coviña | 12,49            | 883                    |
| 9  | Entines               | Coiradas • Entíns • A Fonte • Fontenlos • Pazos • O Rego • O Vilar • A Portela • Travesía de Entíns | 3,25             | 160                    |
| 10 | Tarás                 | A Barreira • Ceilán • Riba de Mar • O Sino • Tarás • Espiñeiro • Ribadafonte | 2,91             | 295                    |
| 11 | Valladares            | Crespos • Esperante • Gosende • Guimarei • Lestaio • Loios • Pedrafita • Sendón • Terelle • As Touzas • Valadares • A Vila do monte • O Vilar • Xendil | 16,05            | 333                    |

- (*) Núcleos divididos en dos parroquias.
- En negrita los núcleos urbanos según el PGOM de Outes.

## Cultura

### Fiestas
El día formal de la fiesta es el señalado en la lista pero en algunos casos las celebraciones pueden extenderse durante varios días antes y/o después.
- 9 de enero: San Julián en Tarás.
- 28 de enero: San Tirso en Cando.
- 30 de abril: fiesta del Pampallín en A Serra de Outes, una fiesta tradicional recuperada para los jóvenes.
- 24 de junio: San Juan en Róo.
- 29 de junio: San Pedro en Outes.
- 25 de julio: Santiago Apóstol, patrón del ayuntamiento.
- Domingo más cercano al día del apóstol se celebra San Cristóbal.
- Segundo sábado de agosto se celebra en la playa de Broña la Fiesta del Amanecer de Broña.
- 10  y 11 de agosto: San Lorenzo en Matasueiro.
- 15 de agosto: Santa María en Santa María de Entines.
- Del 26 al 31 de agosto: San Orente en la parroquia de San Orente de Entines.
- 8 y 9 de septiembre: fiesta de San Antón en Outes.
- 8 de septiembre y 9 de septiembre: Nosa Señora da Ponte
- 27 de septiembre: San Cosme en Outeiro.
- 29 de septiembre: San Campio en San Orente.
- 25 y 26 de octubre: fiesta de las angustias en Róo.
- 27 de diciembre: San Juan Evangelista en OFreixo.